# Голубович, Владимир (баскетболист)
Владимир Голубович (серб. Владимир Голубовић; род. 24 февраля 1986, Нови-Сад, СФРЮ) — черногорский профессиональный баскетболист, играющий на позиции центрового.

## Карьера
Голубович начал свою карьеру в молодёжной команде «Войводина Сербиягаз». В сезоне 2003/2004 дебютировал за основную команду. В сезоне 2007/2008 Владимир стал лучшим по подборам в Адриатической лиге, набирая в среднем за матч 8,73 подбора.
В августе 2008 года подписал двухлетний контракт со словенской «Олимпией». В феврале 2010 года Голубович и «Олимпия» договорились о расторжении соглашения. В матчах Евролиги Владимир набирал в среднем по 6,8 очка и 4,2 подбора, в Адриатической лиге – по 8,0 очка и 4,7 подбора.
Свою карьеру Голубович продолжил в «Кахе Лабораль», с которой стал чемпионом Испании.
В июле 2010 года Голубович перешёл в «Банвит», где набирал 10,2 очка и делал 5,1 подбора в среднем за матч.
В сентябре 2011 года Голубович стал игроком «Азовмаш». В 5 матчах чемпионата Украины Владимир набирал в среднем 11,0 очка и 8,0 подбора за 20 минут игрового времени. В 3 матчах Единой лиги ВТБ его показатели составили 8,3 очка и 7,3 подбора за 17 минут на площадке. Спустя 2 месяца Голубович покинул «Азовмаш» и вернулся в «Каху Лабораль».
В марте 2013 года Голубович подписал контракт с «Антальей ББ». Через месяц Владимир переехал в ОАЭ и стал игроком «Аль-Ахли», но через 10 дней он вернулся в Европу и подписал контракт с «Сарагосой».
В августе 2013 года Голубович стал игроком «ТЕД Анкара Колежлилер». В Еврокубке Владимир был признан включён в первую символическую пятёрку турнира. В 20 матчах Еврокубка он набирал в среднем 19,3 очка, 10,1 подбора, 1,1 передачи и 1,3 перехвата.
В июле 2014 года Голубович перешёл в «Уникаху».
В сентябре 2015 года Голубович продолжил карьеру в «Страсбуре», подписав контракт до конца регулярного чемпионата Евролиги. В этом турнире он набирал 11,5 очка и 6,2 подбора, но в декабре покинул французский клуб и перешёл в «Реджану».
Сезон 2018/2019 Голубович начинал без клуба и тренировался с сербским клубом «Воеводина», но в марте 2019 года пополнил состав «Спартака-Приморье».

## Достижения

### Клубные
- Чемпион Испании: 2009/2010
- Чемпион Словении: 2008/2009
- Обладатель Кубка Словении (2): 2008/2009, 2009/2010
- Обладатель Суперкубка Словении: 2009

### Сборная Сербии и Черногории
- Бронзовый призёр Универсиады: 2005
- Бронзовый призёр чемпионата Европы (до 20 лет): 2005